# System 7
System 7 (kódové jméno Big Bang - Velký třesk, někdy nazývaný Mac OS 7) je jednou z verzí Mac OS, operačního systému počítače Macintosh, uvedeného 13. května 1991. Zdaleka překonával System 6 a byl nejpoužívanějším operačním systémem na počítačích Macintosh až do roku 1997, kdy byl vydán Mac OS 8. System 7 obsahoval funkce jako souběžné zpracování úloh, virtuální paměť, sdílení souborů, zlepšené uživatelské rozhraní, QuickTime a QuickDraw 3D. Je stále ještě používán malým počtem uživatelů, kteří vlastní dnes již spíše archaický hardware té doby.
Pojmenování „System 7“ se používá jako obecný název ke všem verzím 7.x operačního systému Mac OS. Po vydání verze 7.6 v roce 1997 Apple oficiálně přejmenoval operační systém na Mac OS. System 7 byl navržen pro procesor Motorola 68k, ale po přechodu firmy Apple na procesory PowerPC byl upraven pro ně.

## Vlastnosti
V porovnání se System Software 6, System 7 nabídnul:
- Vestavěný multitasking. V System Software 6 byla tato funkce volitelná pomocí MultiFinderu.
- Odpadkový koš se stal běžným adresářem, který dovoloval uchování položek namísto jejich smazání.
- Sdílení souborů. Zároveň s uživatelským rozhraním zlepšení pro instalaci AppleTalk, System 7 také obsahoval server pro jednoduché sdílení souborů dovolující kterémukoli počítači sdílet soubory do sítě AppleTalk.
- Aliasy. Alias je malý soubor, který reprezentuje jiný objekt souborového systému. Typický alias je malý soubor, mezi 1 a 5 KB. Funguje jako přesměrování na objekt v systému, jako je dokument, aplikace, adresář, pevný disk, objekt na síti, vyjímatelné médium nebo tiskárna. Pokud Alias spustíme, počítač bude fungovat stejně jako bychom spustili soubor, na který odkazuje. (Na rozdíl od přístupu pomocí zástupce Microsoft Windows 95, aliasy odkazují na soubor v katalogu, takže fungují, i když se soubor přesune, nebo přejmenuje. Aliasy se dají nejlépe popsat jako splynutí hard linku a symbolic linku na systémech Unix, včetně Mac OS X.)
- System Extension (knihovny, které rozšiřují funkce systému) byly vloženy do zvláštního adresáře (z původního umístění System Folder, kde se nacházely v předchozích verzích). Uživatelům bylo umožněno je deaktivovat přidržením klávesy Shift při nabíhání systému. V pozdějších verzích System 7 se objevila utilita nazvaná Extensions Manager, která zjednodušila vypnutí a zapnutí jednotlivých knihoven. Tato rozšíření byla mnohdy zdrojem problémů a nestability systému.
- Ovládací panel (Control panel) se přesunul do zvláštního adresáře (A skrze Alias se zpřístupnil i z menu Apple).
- Apple menu (dříve umístěné pouze v Desk Accessories se přemístilo do menu Apple Menu Items, včetně Aliasů.
- Bublinová nápověda, nástroj systému podobný Kontextové nápovědě.
- AppleScript, a skriptovací jazyk na vytváření automatických úloh. Ačkoli byl pro programátory aplikací na implementaci složitý, pro uživatele to byl silný nástroj, který je dostupný dodnes jako součást Mac OS X.
- AppleEvents.
- 32bitový QuickDraw, podporoval takzvaný režim „true color“ vykreslování, dříve byl použit jen jako rozšíření Extension systému Mac OS pro rychlé vykreslování obrazu.
- Fonty TrueType. Až do vydání této verze byly všechny fonty v Mac OS bitmapové; TrueType fonty poprvé nabídly zobrazení písma, které vypadalo dobře v jakékoli velikosti, jak na obrazovce, tak i na papíře. Tato funkce se ukázala být natolik výhodná, že se objevily nástroje, které portovaly TrueTypové fonty do Systemu 6.
- Nové „full-color“ uživatelské rozhraní. Ačkoliv tato funkce zlepšila vzhled systému, byla zařazena do systému pouze jako jeho rozšíření Extension. Na strojích, které byly černobílé se automaticky zobrazovalo uživatelské rozhraní stejně jako ve starších verzích systému.
- Nový zvukový správce API, verze 3.0, převzalo místo starého ad hoc API. Nové možnosti API výrazně zlepšily využití nového hardware, stejně jako kvalitu přehrávání.
- System 7 vydláždil cestu novému, plně 32bitovému adresovacímu prostoru, z předchozího 24bitového. Zatímco System 7 byl 32bitový, mnoho existujících počítačů a tisíce aplikací nebylo na 32bitové adresování připravené, a proto bylo možné jej v Ovládacích panelech vypnout.

## Software
System 7 byl první verzí Mac OS, která se musela instalovat z více disket, neboť instalátor byl větší než jedna 1,44 MB disketa. Byl to také první operační systém od Apple, který byl distribuován na CD. CD neobsahovalo žádný další software, ale k počítačům Macintosh byly často přibalovány aplikace jako HyperCard, ClarisWorks (textový editor), Power Pete, Mac-Chess (šachy) apod. Počítače PowerPC obsahovaly i grafický kalkulátor, některé modely i emulátor FPU. System 7 také obsahoval aplikace využívající síťový protokol AppleTalk.